# Црни Луг (Босанско Грахово)
Црни Луг је насељено мјесто у Босни и Херцеговини, у општини Босанско Грахово, које административно припада Федерацији Босне и Херцеговине. Према попису становништва из 1991. у насељу је живјело 450 становника.

## Географија
Налази се на крајњем сјеверу Ливањског поља. Поред села пролази регионална магистрална цеста М6.1.

## Историја
Село је тешко страдало током распада Југославије у грађанском рату у БиХ. Црни Луг се први пут спомиње 1574. године у путопису Шибенчана Фране Бутришића и Ивана Дивнића.

## Становништво
| Националност       | 2013. | 1991. | 1981. | 1971. | 1961. |
| Срби               | 55    | 449   | 367   | 411   | 511   |
| Југословени        |       | 1     | 27    |       |       |
| Хрвати             |       |       | 1     | 2     | 2     |
| Црногорци          |       |       |       | 1     |       |
| остали и непознато |       |       | 1     |       | 2     |
| Укупно             | 55    | 450   | 396   | 414   | 515   |

| Демографија | Демографија | Демографија |
| Година      | Становника  | Становника  |
| ----------- | ----------- | ----------- |
| 1953.       | 5.369       |             |
| 1961.       | 515         |             |
| 1971.       | 414         |             |
| 1981.       | 396         |             |
| 1991.       | 450         |             |
| 2013.       | 55          |             |